# (515) Athalia
(515) Athalia ist ein Asteroid des Hauptgürtels, der am 20. September 1903 vom deutschen Astronomen Max Wolf in Heidelberg entdeckt wurde.
Benannt ist der Asteroid nach der biblischen Königin Athalia.